# Уолш, Джо
Джозеф (Джо) Фидлер Уолш (англ. Joe Walsh; 20 ноября 1947) — американский музыкант, гитарист, композитор, продюсер и актёр.
Он был членом трёх коммерчески успешных групп: James Gang, Barnstorm и Eagles. Он также получил известность в качестве сольного исполнителя и плодовитого сессионного рок музыканта. Он занимает 54-е место в рейтинге журнала Rolling Stone «100 величайших гитаристов всех времён». С декабря 2011 года имеет почётную степень по музыке от университета штата Огайо (г. Кент).
Джо является радиолюбителем и имеет позывной WB6ACU.